# Colina arifi
Colina arifi is een slakkensoort uit de familie van de Cerithiidae. De wetenschappelijke naam van de soort is voor het eerst geldig gepubliceerd in 2011 door Bozzetti.